# هاري جاكسون (مصور سينمائي)
هاري جاكسون (بالإنجليزية: Harry Jackson)‏ هو مصور سينمائي أمريكي، ولد في 15 أبريل 1896 في نبراسكا في الولايات المتحدة، وتوفي في 3 أغسطس 1953 في هوليوود في الولايات المتحدة.

## وصلات خارجية
- هاري جاكسون على موقع IMDb (الإنجليزية)
- هاري جاكسون على موقع ألو سيني (الفرنسية)
- هاري جاكسون على موقع أول موفي (الإنجليزية)
- هاري جاكسون على موقع قاعدة بيانات الأفلام السويدية (السويدية)
- هاري جاكسون على موقع قاعدة بيانات الفيلم (الإنجليزية)
- هاري جاكسون على موقع كينوبويسك (الروسية)